# Вентцель, Константин Николаевич
Константи́н Никола́евич Ве́нтцель (имя по метрической книге Константин Ромео Александр) (24 ноября (6 декабря) 1857, Санкт-Петербург — 10 марта 1947, Москва) — русский педагог, теоретик и пропагандист свободного воспитания.
Брат писателя Николая Вентцеля.

## Биография
Отец, Николай Адольфович Вентцель (1827—1908) — прибалтийский немец, дослужился до чина действительного статского советника. Семья из-за перемещений отца по службе жила в Одессе, Варшаве, Вильне. В Санкт-Петербурге Н. А. Вентцель служил столоначальником в канцелярии петербургского генерал-губернатора.
После гимназии и реального училища Константин Вентцель поступил в 1876 году в Санкт-Петербургский технологический институт, но спустя год перешёл в Петербургский университет, на юридический факультет.
В начале 1880-х годов увлёкся революционной деятельностью: сначала примкнул к «Народной воле», затем его взгляды стали более умеренными, он стал изучать работы Г. Спенсера. В 1885 году Вентцель арестован в Воронеже — при обыске у его бывших единомышленников вместе с народовольческой литературой нашли сочиненное им ранее воззвание к рабочим. Через месяц была арестована его жена: из переписки с мужем «было видно её знание о его участии в революционной деятельности». Пробыв тринадцать месяцев в тюрьме, он вместе с женой был выслан в город Бобров Воронежской губернии под гласный надзор полиции. В это период обозначилось его расхождение с русскими марксистами.
 Я безусловно против всякого насильного братства и потому против того коммунизма, который отрицает право личности на продукт своего труда. Прежде всего должно быть обеспечено это право, что же касается другой, более высокой в нравственном отношении экономической формы, построенной на принципе: «Труд по силам, распределение по потребностям», то она должна быть, по-моему, результатом свободного соглашения людей между собой, свободного общественного договора.
В ссылке Вентцель сочинял статьи о свободе воли, переписывался с В. Г. Короленко, который, прочитав рукопись статьи Вентцеля «Мораль жизни и свободного идеала», заметил: «…я уже довольно давно не удовлетворяюсь так называемыми рациональными системами нравственности».
После ссылки Вентцелю было позволено жить в Москве; с 1891 года он работал в статистическом отделении Московской городской управы, заведовал редакцией журнала «Известия Московской городской думы». В 1896 году вышел его труд «Основные задачи нравственного воспитания», ставший началом создания им теории свободного воспитания. В 1906 году появились его работы: «Как создать свободную школу» и «Освобождение ребёнка». Вентцель пытался реализовать свои идеи в «Московском доме свободного воспитания» (1906—1909), близко сошёлся с выдающимся толстовцем И. И. Горбуновым-Посадовым, издателем и редактором журнала «Свободное воспитание». Но в 1908 году Вентцель неожиданно резко отходит от идей Толстого, единомышленником которого его всегда считали. Он отрицает «внушение добра», считая это тонким насилием взамен грубого. И. И. Горбунов-Посадов отказался печатать его статью.
Вскоре вышло собрание сочинений К. Н. Вентцеля в двух томах: 1-й том — «Этика творческой личности», 2-й — «Педагогика творческой личности». На Всероссийском съезде по семейному воспитанию в 1913 году Вентцель прочитал доклад «Свободное воспитание и семья».
В годы Первой мировой войны Вентцель выступал против милитаризма и шовинизма; в «Открытом письмо ко всем людям и всем народам» призвал к «военной забастовке» для прекращения насилия.
После Октябрьской революции, когда большинство учителей отказалось сотрудничать с новой властью, Наркомпрос пригласил специалистов в области свободного воспитания (в их числе и Вентцеля), обещая «создать свободную народную школу». Однако, в отличие от большевиков, Вентцель полагал, что «школа не должна служить орудием для осуществления тех или других преходящих политических задач». Вскоре заговорили о проникновении в советскую школу мелкобуржуазных толстовских идей и Вентцель был вынужден уехать в Воронеж. Преподавал в педагогическом техникуме и университете, был организатором и преподавателем Института народного образования, заведующим научно-методической секцией Губоно.
С 1922 года — в Москве, где в Доме отдыха ветеранов революции имени Ильича по вторникам и пятницам проходили «вечера интимной музыки пианиста К. Н. Вентцеля». К преподаванию его не допускали, работы не печатали.
Умер 10 марта 1947 года в Москве.

## Цели воспитания
Всякая внешняя цель, которую ставят в воспитании, делает его несвободным. Воспитание и образование не должно служить никакой внешней цели, оно должно служить самому себе. Цель воспитания должна вытекать из природы того, кого мы воспитываем и образовываем. Цель нравственного воспитания — выработка в детях свободной творческой нравственности, а не стадной и массовой.

## Основные педагогические идеи
Общечеловеческие ценности К. Н. Вентцель ставил выше классовых, считал, что школа не должна служить орудием осуществления политических задач. Написал «Декларацию прав ребёнка» (1917) — одна из первых в мире. В декларации провозгласил для детей равные с взрослыми свободы и права.
Он считал, что основой воспитания должен являться сам индивидуальный конкретный ребёнок. Он обосновал принцип автономии школы от государства, позволяющий организовать независимое самоуправляющееся, доступное и бесплатное образовательное учреждение, которое будет находиться в ведении общин или свободных союзов граждан. Отстаивал право самоопределения ребёнка во всех областях жизни, в том числе и в религиозной. Дети должны сами искать истину, формировать ценности, общаясь с другими детьми, самостоятельно осваивать мир и культуру, вырабатывая в себе способность их творческого преобразования.
Отдавал приоритет развитию воли человека, в широком смысле понимаемой им как психическая активность вообще. Обосновал необходимость разработки космической педагогики: основой космического воспитания выступает естественное единство воспитываемой личности с жизнью всего беспредельного космоса. Высшая цель — воспитание личности, осознающей себя Гражданином Вселенной
К. Н. Вентцель самой важной и трудной областью воспитания считал воспитание нравственное, целью которого является пробудить в человеке лучшие стремления. 

Для целей свободного искания детьми высшей личной нравственности и свободной выработки в детях независимых нравственных воззрений лица, поставленные обстоятельствами в качестве руководителей детей, должны стремиться доставить последним возможно более широкий и полный материал из области поисков человечеством высших форм нравственности.
В противном случае нравственность становится дрессировкой, что, например, «любовь к родине превращает в кичливое национальное самохвальство, в драчливый национализм и пошлый шовинизм». Основу нравственного воспитания он видел в воспитании воли, потому что ребёнок должен научиться не только сознательно ставить перед собой цели, но и уметь их достигать.
Особое внимание К. Н. Вентцель уделял производительному творческому труду как средству развития воли, как условию, при котором наибольший расцвет получают умственные, физические и нравственные силы ребёнка. К. Н. Вентцель понимал, что в условиях современного ему общества концепция свободного воспитания может быть реализована только частично и в ограниченных размерах, поэтому он детально разработал план организации особого образовательно-воспитательного учреждения, получившего название «Дом свободного ребёнка». Объединённые общими целями и делом, учащиеся, воспитатели и родители создают общество, основанное на равноправии, уважении и любви. Программа деятельности этого учреждения не может быть представлена в готовом виде, она должна создаваться постепенно, в процессе жизни и труда детей, с учётом их интересов и потребностей. В основе жизни такого учреждения должен быть разнообразный творческий производительный труд. Учёба как часть трудовой деятельности не регламентируется, к ней дети обращаются только тогда, когда у них появляется необходимость в знаниях или интерес к какому-либо предмету. Педагогический процесс должен строиться на поисковых, исследовательских методах, а учитель должен только создавать условия, при которых ребёнок может самостоятельно добывать знания. По мысли К. Н. Вентцеля, учитель должен сводить к минимуму дурное влияние среды, создавать условия для умственной и сознательной нравственной деятельности детей, подавать личный пример.

## Семья
- Первая жена — Надежда Яковлевна, урождённая Ростовцева (1857—1898)
  - Сын — Михаил (1882—1963), астроном.
  - Дочь — Маргарита (1888—1968), мать известных реставраторов Чураковых: Сергея, Степана, Екатерины.
- Вторая жена — Софья Александровна, урождённая Станюкович (1871—1945), племянница писателя К. М. Станюковича, внучка скульптора П. К. Клодта
  - Сын — Александр (1899—1963).
  - Дочь — Надежда (1900—1998), скульптор.
  - Сын — Арий (1904—1979), художник-плакатист.